# Antoni Gaudí
Antoni Plàcid Gaudí i Cornet (Reus, 1852. június 25. – Barcelona, 1926. június 10.), rövid nevén Antoni Gaudí katalánul ill. spanyolul vagy egyszerűen csak Gaudí, katalán építész.
Szülei Francesc Gaudí i Serra rézműves és Antonia Cornet i Bertran voltak.
Tanulmányaira nagy hatással volt az angol John Ruskin. Korai épületeire jellemző a mór, majd a gótikus stílus, arab-perzsa illetve francia neogótikus elemei, ám jellemzően az organikus építészet képviselője. Egyes szakírók ezt „katalán modernizmusnak” nevezik.
Legtöbb művéhez ő maga készítette a belsőépítészeti munkákat, bútorokat, sőt, míves csempéket is.
Legismertebb épülete a Sagrada Família temploma. A keleti szárny 1891 és 1900 között, a nyugati szárny már posztumusz, 1954 és 1985 között épült. Ma is emelkedő tornyai közül a legmagasabb (az eredeti tervek szerint) 170 méteres lesz. A mai építészek a spanyol polgárháború egyházellenes anarchista katalán partizánjai által összetört és a legkorszerűbb eljárásokkal rekonstruált, eredeti makettek és a felgyújtott laboratóriumában megmaradt tervfoszlányok alapján folytatják a zseniális művet, amit a művész halálának centenáriumára akarnak befejezni.
Ahogy még magát az organikus építészetet sem értette meg a 20. század, úgy ez a templom is a jövő temploma lesz. Ahogy maga Gaudí mondta: „Az anyag tisztán, a maga asztrális görbületeiben tárulkozik majd ki, s ekkor majd a világ végre megsejtheti a paradicsom alakzatait.”
Mottója: „A könyveknél többet ér, ha közvetlenül a természetet tanulmányozzuk.”

## Életpályája
1863-tól az Escuelas Pias de Reus (a reusi egyházi középiskola) növendéke lett. 1867-ben adta ki El Arlequín néven kézzel írt, sokszorosított lapját, amelynek rajzait is maga készítette. Egy év múlva édesapjával Barcelonába költözött, és építészeti előkészítő tanfolyamra járt az Institut d' Ensenyament Mitja intézetben.
1873-ban kezdte meg építészeti tanulmányait az Arquitectura de la Escuela Provincial de Barcelona (a barcelonai építészettudományi iskola) intézetében. 1876-ban meghalt édesanyja. Két évvel később tette le vizsgáit. Megismerkedett Eusebi Güell i Bacigalupi gróffal, aki több munkájának lett később megrendelője. El Manuscrits de Reus néven építészeti lapot indított. 1882-ben lerakták a Sagrada alapkövét, a következő évben főépítészévé őt nevezték ki. Az eredeti tervek koncepcióját jórészt megváltoztatta.
Antoni Gaudí szakmai pályáját egyetemi tanulmányai alatt kezdte, miközben már számos, Barcelonában kiemelkedő építész (pl. Joan Martorell, Josep Fontserè, Francisco de Paula del Villar y Lozano, Leandre Serrallach és Emili Sala Cortés) műszaki rajzolójaként dolgozott, hogy fizetni tudja tanulmányai költségét. Josep Fontserével elég régi volt Gaudí kapcsolata, mivel annak családja szintén Riudomsból származott, így már korán megismerkedtek. Annak ellenére, hogy nem volt építész diplomája, a barcelonai városháza megbízta Fontserét a Parque de la Ciudadela beépítésével, ami 1873 és 1882 között zajlott. 1906-ban költözött be édesapjával a Güell parkban lévő házba (Casa de Gaudí). Október 29-én édesapja is meghalt. 1911-ben lázas beteg lett Máltán, ezért megírta végrendeletét.

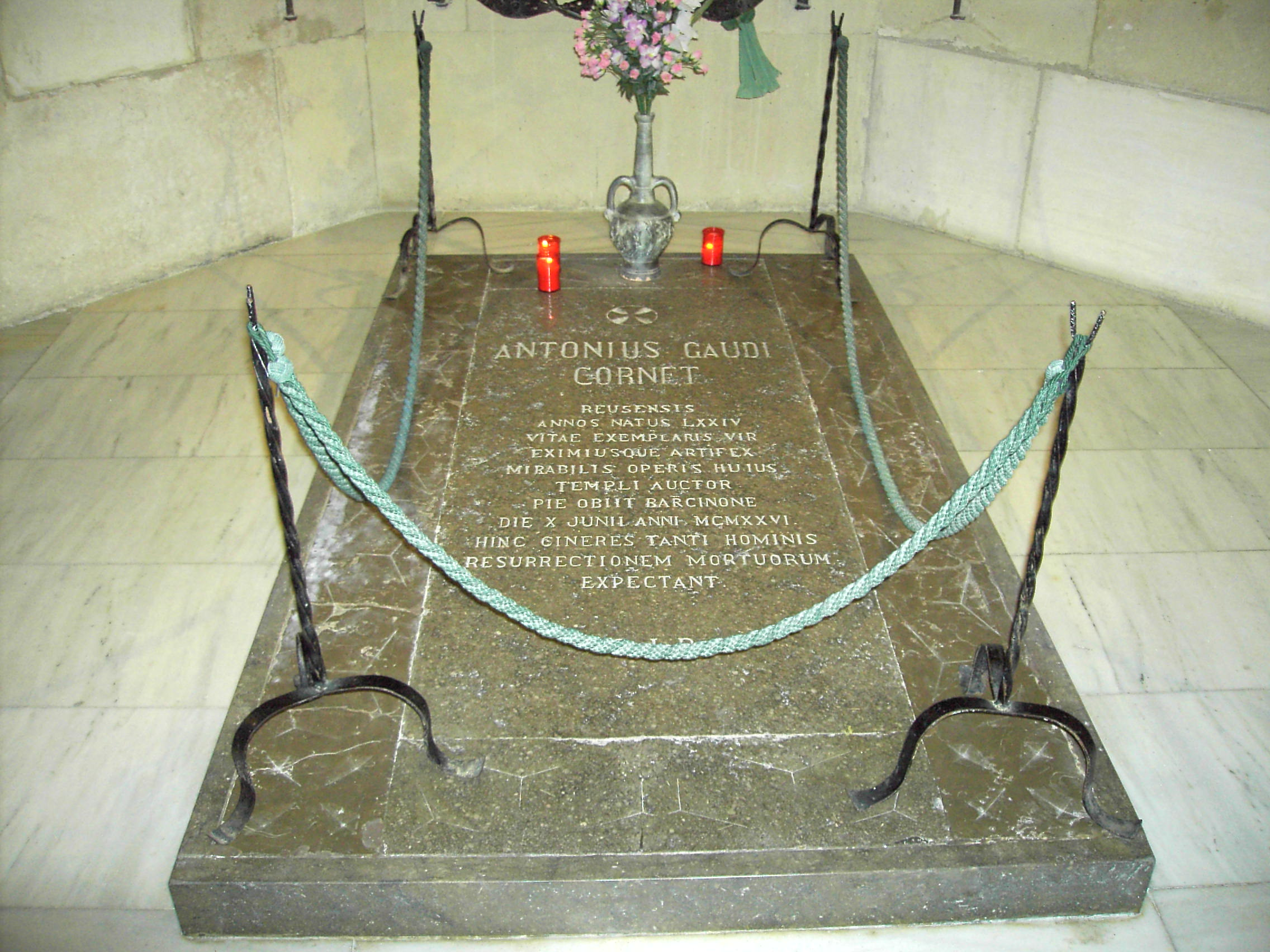
Gaudi sírja a Sagrada Família kriptájában

1926. június 7-én Gaudít elgázolta egy villamos és három nap múlva meghalt. Június 12-én temették el pápai engedéllyel a Sagrada Família kriptájában.

## Írásai
- A Szent Család-templomról

## Tervei és megvalósult épületei

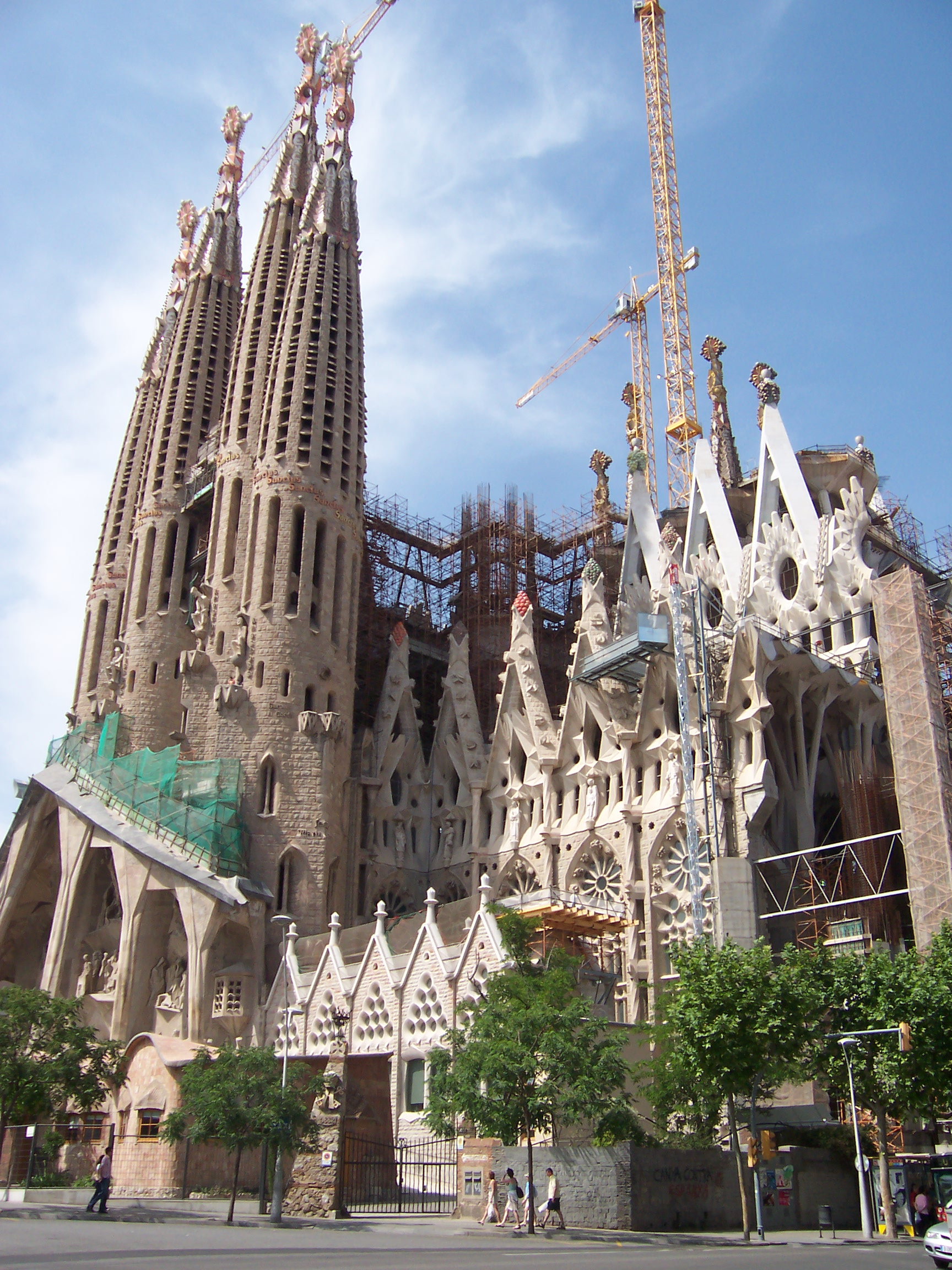
Sagrada Família, 2005

- 1876 Montserrat kolostorának bővítése
- 1879–1888 Casa Vicens, Barcelona
- 1882–        Sagrada Família, Barcelona (Még nem készült el teljesen. A tervezett befejezési idő: 2032)
- 1883–1885 Villa El Capricho, Comillas
- 1884–1887 Pabellones de la Finca Güell (katalánul: Pabellons de la Finca Güell), Barcelona
- 1886–1889 Güell-palota (Palau Güell), Barcelona
- 1887–1893 Palacio Episcopal, Astorga
- 1888 Tervek a barcelonai világkiállításra
- 1888–1889 Colegio de las Teresianas (Col.legi Teresià), Barcelona
- 1889–1892 Casa de Los Botines, León
- 1893–1917 Iglésia de la Colonia Güell (Esglèsia de la Colonia Güell), Santa Coloma de Cervelló
- 1895–1901 Cellers Güell, Garraf
- 1898–1890 Casa Calvet, Barcelona
- 1900–1907 Montserrat új terve – befejezetlen maradt
- 1900–1909 Torre de Bellesguard, Barcelona
- 1900–1914 Güell park (Park Güell), Barcelona
- 1902–1903 Xalet de Catllaràs, La Pobla de Lillet
- 1903–1910 Jardin Artigas (Jardins Artigas), La Pobla de Lillet
- 1904–1906 Casa Batlló, Barcelona
- 1906–1912 Casa Milà (La Pedrera), Barcelona

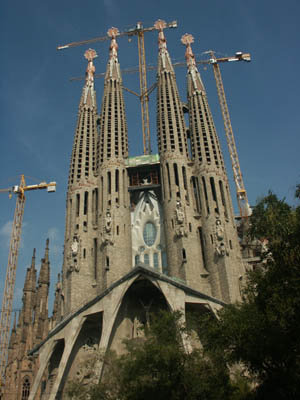
Sagrada Família
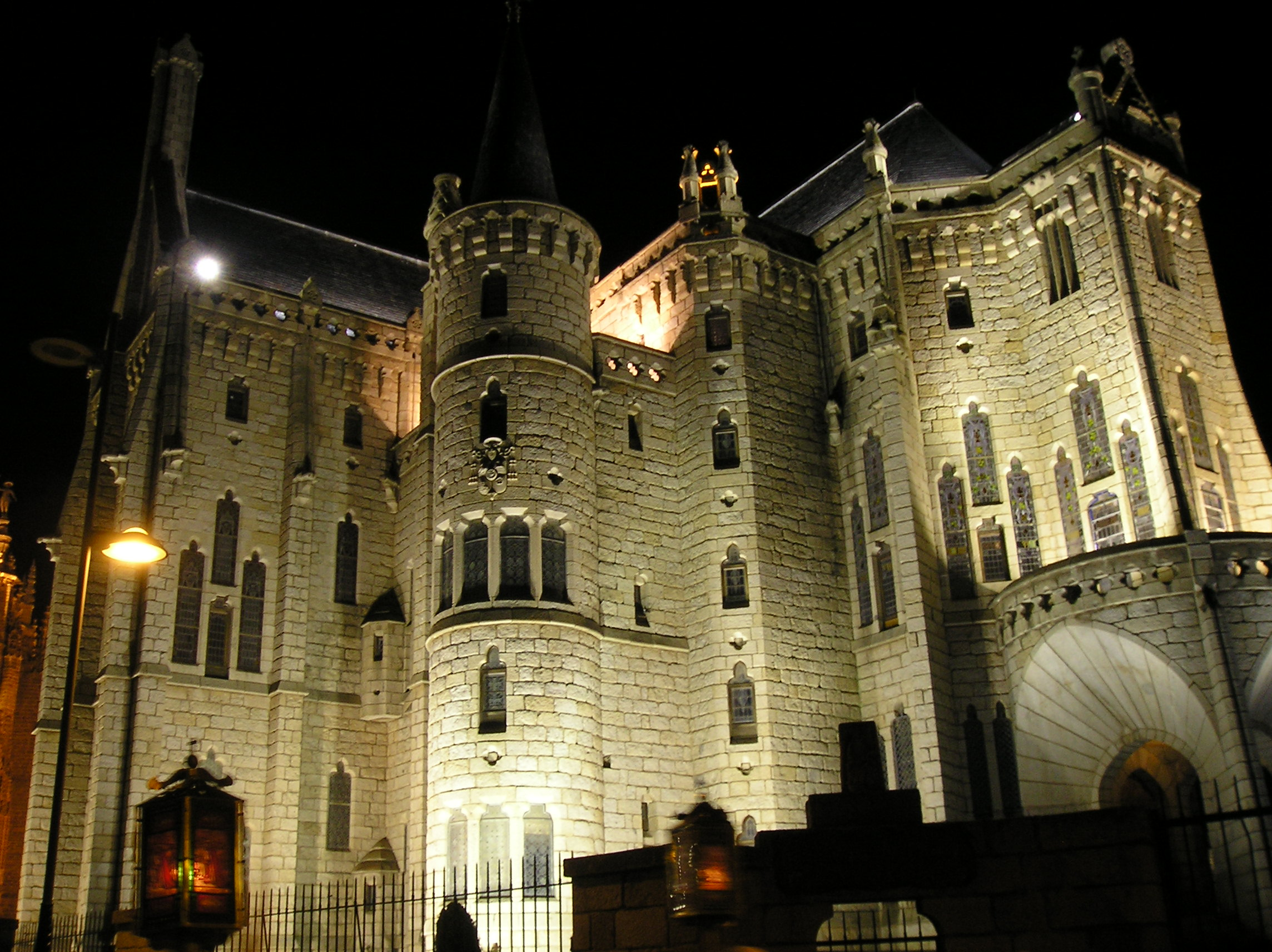
Palacio Episcopal
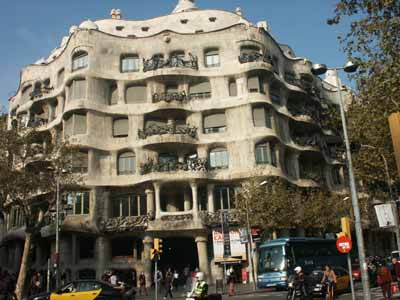
Casa Milà
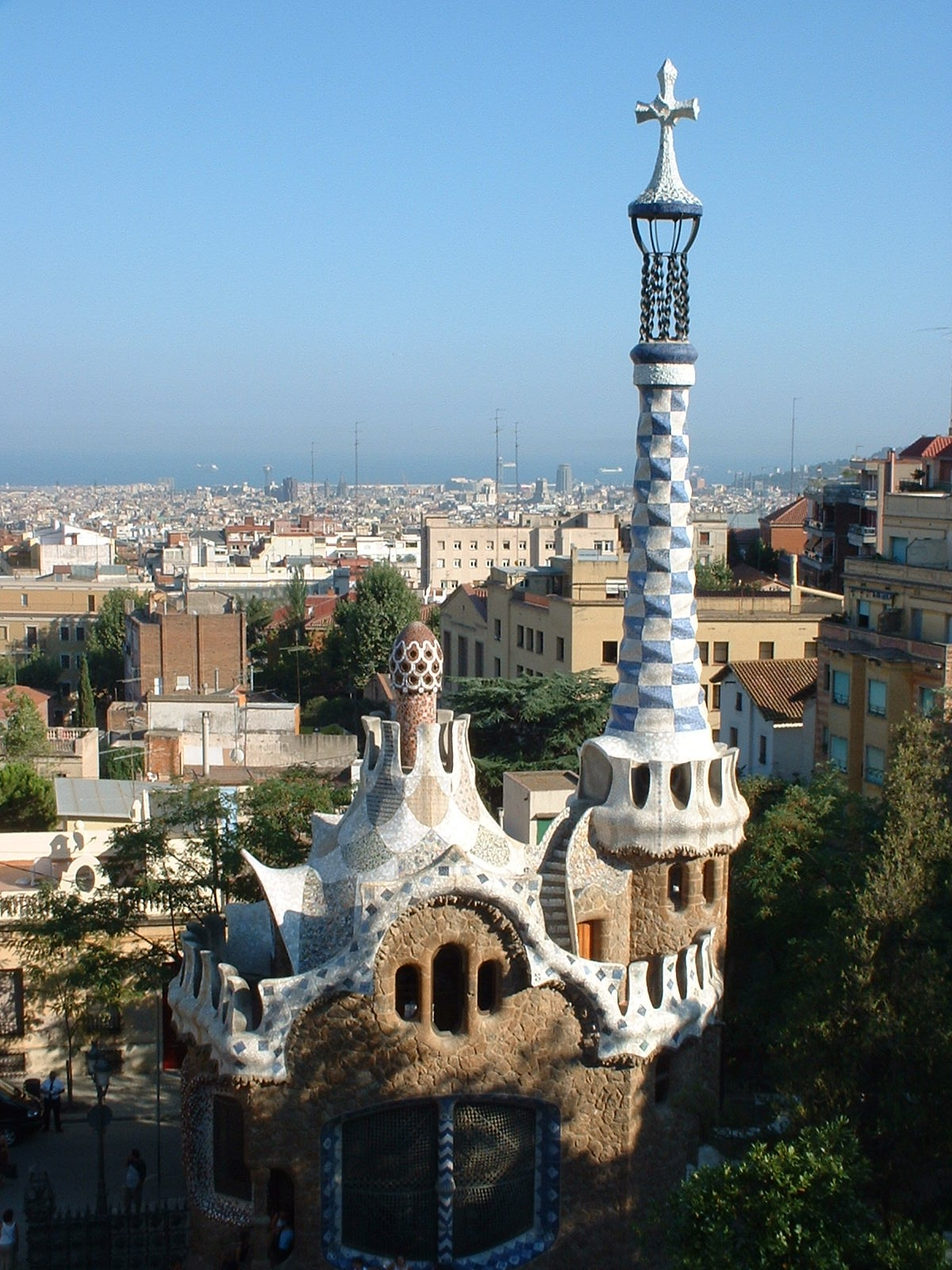
Güell park
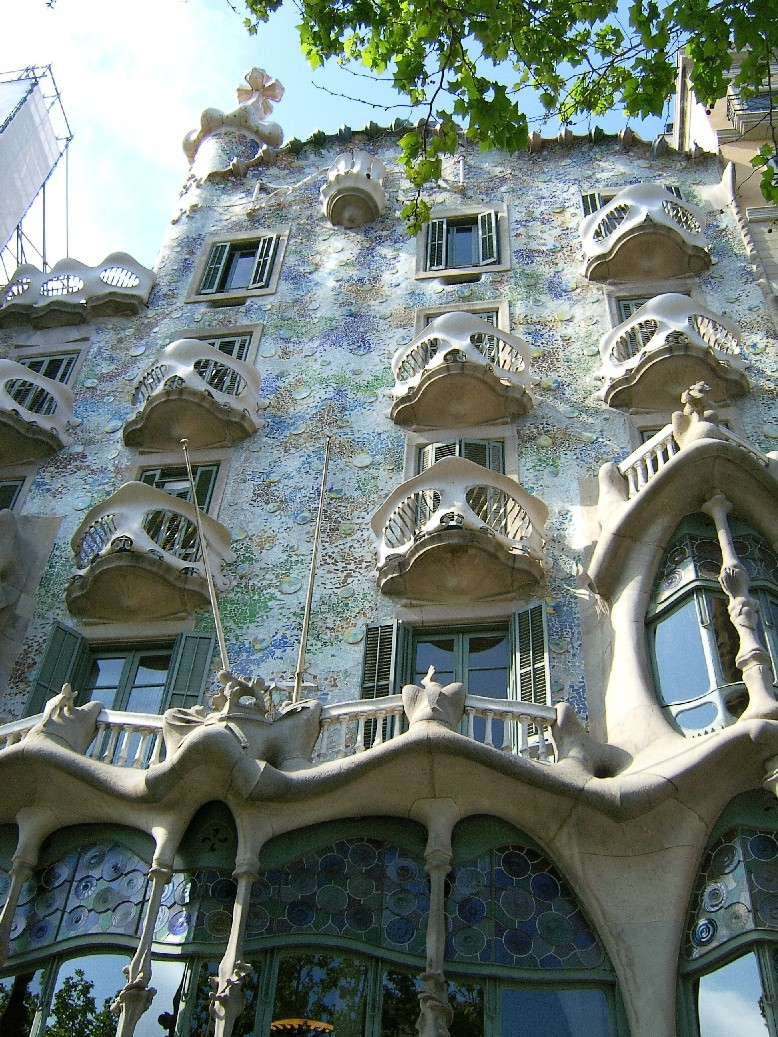
Casa Batlló
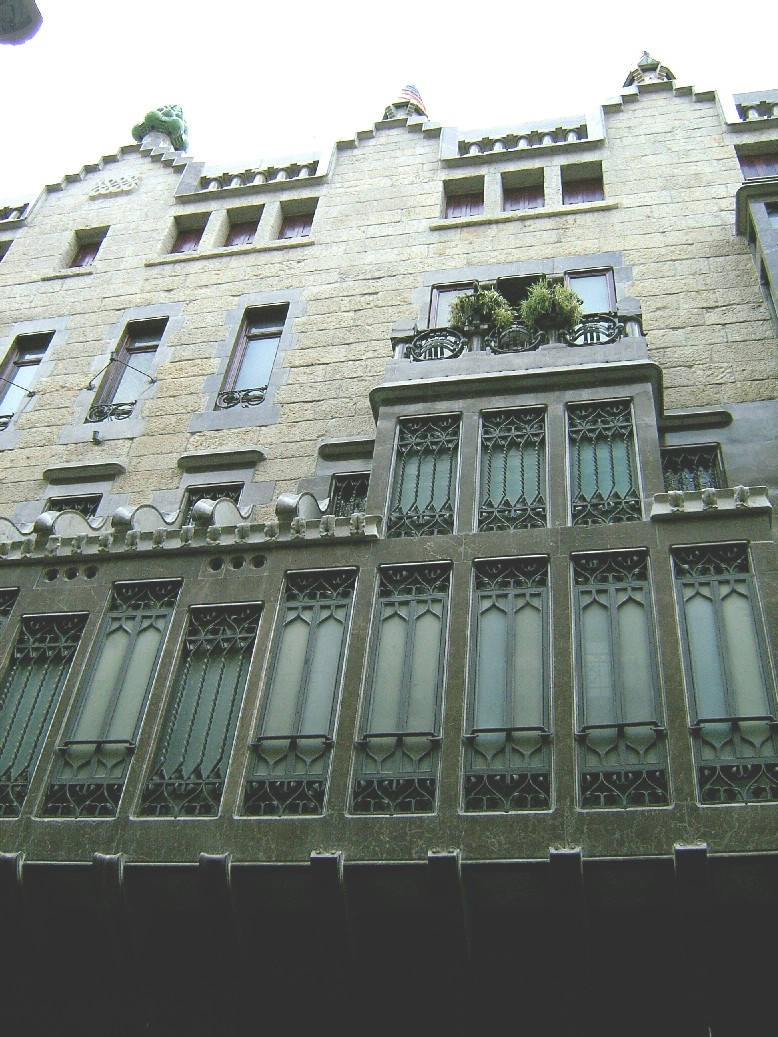
Güell-palota